# Mađarizam
Mađarizmi (hungarizmi) su posuđenice i usvojenice u hrvatskom jeziku koje potječu iz mađarskog jezika.

## Mađarizmi u hrvatskome jeziku
- baršun – pliš
- bitanga – lijenčina, propalica, skitnica
- bunda – krzneni kaput
- čardaš – mađarac
- cipela – postol(a), crevlja
- čizma
- čopor – stado, rulja, jato
- đilkoš – dripac
- gumb – putac, puce
- hajduk[2] – razbojnik
- hahar – nasilnik, propalica, obješenjak, lutalica
- karika – veza, spona
- kečiga – čiga
- kočija – kola
- kip – spomenik, skulptura
- lopov – kradljivac, lupež, kriminalac
- mamlaz – blesan, glupan
- marva – volovi za vuču, stoka[2]
- pandur – redarstvenik, pozornik, policajac
- punđa
- roštilj – ražanj
- soba – izba, prostorija
- teret – tovar
- šaška [3] – skakavac, skakavica, prug
- šogor – šurjak

Za većinu navedenih posuđenica (na lijevoj strani, napisano podebljanim slovima) imamo hrvatske zamjene (na desnoj strani). Domaće riječi imaju prednost pred stranim riječima. Neke od navedenih mađarizama su regionalizmi ili zastarjelice i ne pripadaju standardnom hrvatskom jeziku. Mađarski se jezik širio na hrvatskome govornom području zbog prostornih i političkih dodira prošlih stoljeća.

## Vanjske poveznice
- Mađarski uljezi: Hungarizmi, jer od njih nemamo boljih  Arhivirana inačica izvorne stranice od 2. siječnja 2007. (Wayback Machine)
- Hungarizmi u hrv. jeziku  Arhivirana inačica izvorne stranice od 11. srpnja 2007. (Wayback Machine)